# Gary Abraham
Pour les articles homonymes, voir Abraham (patronyme).
Gary Abraham, né le 8 janvier 1959 à Southampton (Angleterre), est un nageur britannique, spécialiste des courses de dos et de papillon.

## Carrière
Gary Abraham est médaillé de bronze aux championnats du monde de natation 1978 en relais 4×100 mètres 4 nages.
Deux ans plus tard, il échoue en séries de qualification du 100 mètres dos et du relais 4×100 mètres 4 nages aux Jeux olympiques de 1976 à Montréal.
Aux Jeux olympiques de 1980 à Moscou, il est médaillé de bronze du relais 4×100 mètres 4 nages. Abraham prend la sixième place du 100 mètres papillon et la huitième place du 100 mètres dos.